# Osieki Lęborskie
Osieki Lęborskie (deutsch Ossecken) ist ein Dorf in der polnischen Woiwodschaft Pommern. Es ist dem Verwaltungsbezirk Landgemeinde Choczewo (Chottschow) im Powiat Wejherowski (Neustädter Kreis) angegliedert.

## Geographische Lage
Das Dorf liegt in Hinterpommern, etwa 28 Kilometer nordnordöstlich der Stadt Lębork (Lauenburg in Pommern), 23 Kilometer östlich der Stadt Łeba (Leba) und 3,5 Kilometer nördlich des Dorfs Choczewo (Chottschow). Die Entfernung zur Ostsee im Norden beträgt etwa sechs Kilometer.

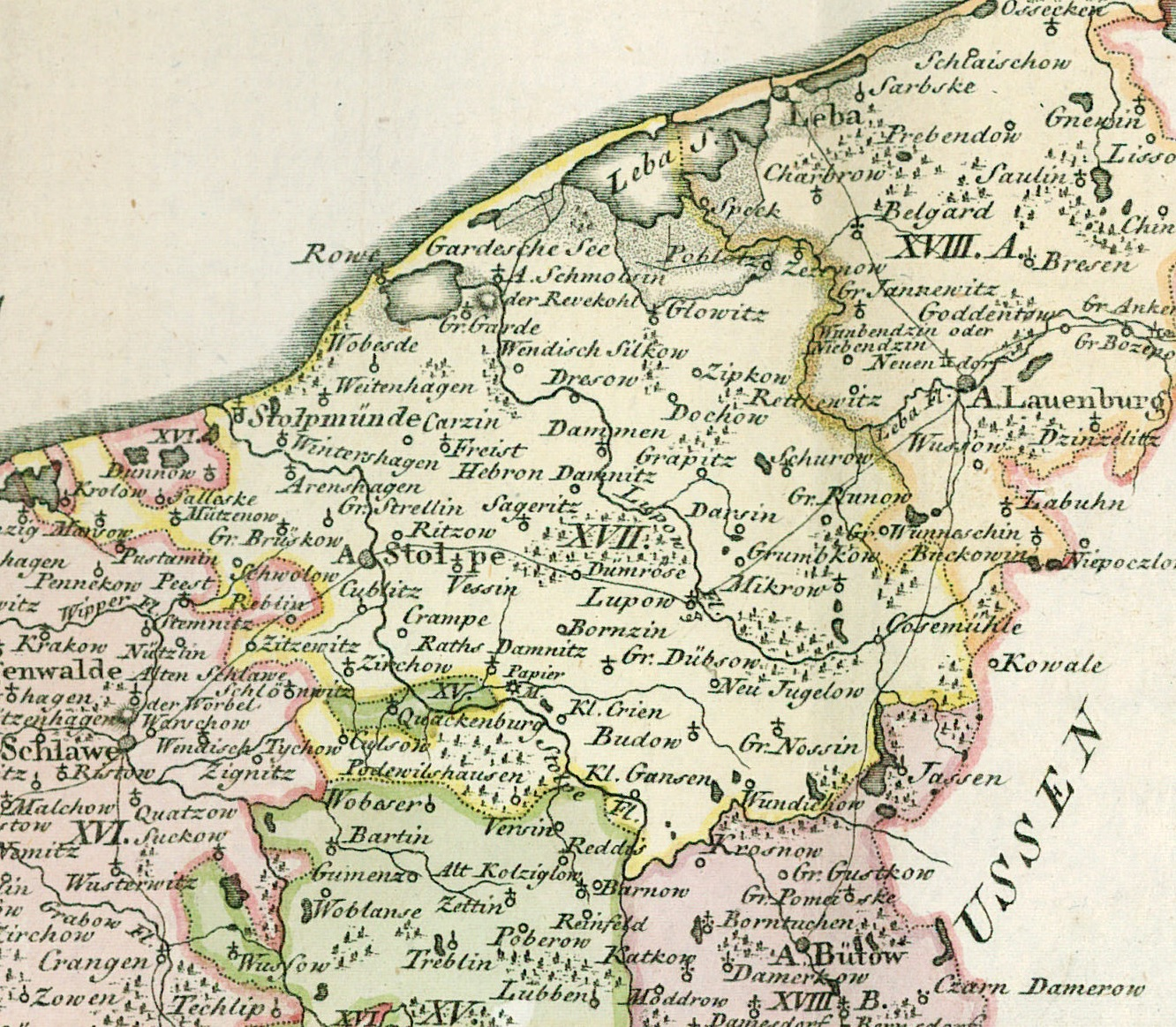
Ossecken, Kirchdorf, ostnordöstlich der Stadt Stolp (früher Stolpe geschrieben), nordnordöstlich der Stadt Lauenburg i. Pom. und ostnordöstlich der Stadt Leba, auf einer Landkarte von 1794

Ossecken (Osseken), östlich des Lebasees und des Sarbsker Sees an der Ostsee (rechte Bildhälfte) und nordnordöstlich der Stadt Lauenburg i. Pom., auf einer Landkarte von 1910.

## Geschichte
Der Name des Ritterguts Ossecken, früher auch Osseken, war 1628 Woseeken. In einer kirchlichen Urkunde vom 25. März 1284 wird Ossecken als Eigentum der Bischöfe von Kujawien bezeichnet. Im Jahr 1564 kaufte der Lauenburger Landeshauptmann Ernst Weiher, der ältere Bruder des Camminer Bischofs Martin von Weiher, die Dörfer Charbrow, Labenz und Ossecken, die zuvor zum Kloster Zuckau gehört hatten, von dem Leslauer Bischof Jakub Uchański für 12.000 Taler. Im Jahr 1605 verkauft Demetrius (Döring) Weiher, der Sohn von Ernst Georg Weiher, das Dorf nebst Charbrow und Wittenberg an Georg von Krockow († 26. November 1642).
Anschließend blieb das Dorf dann etwa zwei Jahrhunderte lang im Besitz der Familie Krockow. Nächster Besitzer war Georgs dritter Sohn, der Kaiserliche General-Wachtmeister Joachim Ernst von Krockow (1601–1643), Erbherr von Ossecken, Wittenberg, halb Schlochau, Uhlingen, Kurau und Czakoczin (Zackenzin). Um die Mitte des 17. Jahrhunderts gehörte das Dorf Matthias von Krockow. Am 8. Dezember 1726 brannte ganz Ossecken ab. Um das Jahr 1784 gab es in Ossecken ein Vorwerk mit einem herrschaftlichen Schloss, eine Ziegelei, einen Prediger, einen Küster, fünf Bauern, fünf Kossäten, eine Schmiede, eine Gastwirtschaft und insgesamt 34 Haushaltungen. Besitzer des Guts war zu diesem Zeitpunkt der Major Ernst Matthias von Krockow.
Im Jahr 1804 wurde das Osseckener Güterkonglomerat von einem Angehörigen der Familie Jasmund erworben, der es an Werner von Bülow weiterverkaufte. Im Jahr 1811 wurde bei einem Dorfbrand das dreistöckige Herrenhaus zerstört; es wurde anschließend als zweistöckiges Herrenhaus mit beeindruckend hohen Zimmerdecken neu errichtet. Das Gut blieb bis 1853 im Besitz der Familie Bülow. Nach weiteren Besitzerwechseln kam das Gut Ossecken 1861 an Adolph von Köller, der außerdem noch die Güter Wittenberg und Groß Damerkow besaß.
Schon um 1825 gab es in Ossecken eine Glasfabrik, die grünes Hohl- und Flachglas sowie Klarglas herstellte und jährlich etwa 100.000 Flaschen absetzte. Die Glashütte Ossecken lag etwa vier Kilometer nordnordöstlich des Dorfkerns, unweit der Ostseeküste.
Am 1. April 1927 hatte das Gut Ossecken eine Flächengröße von 2071 Hektar, und am 16. Juni 1925 hatte der Gutsbezirk 340 Einwohner.  Am 30. September 1928 wurde der Gutsbezirk Ossecken in die Landgemeinde Kerschkow eingegliedert.

Gebäude im Dorf
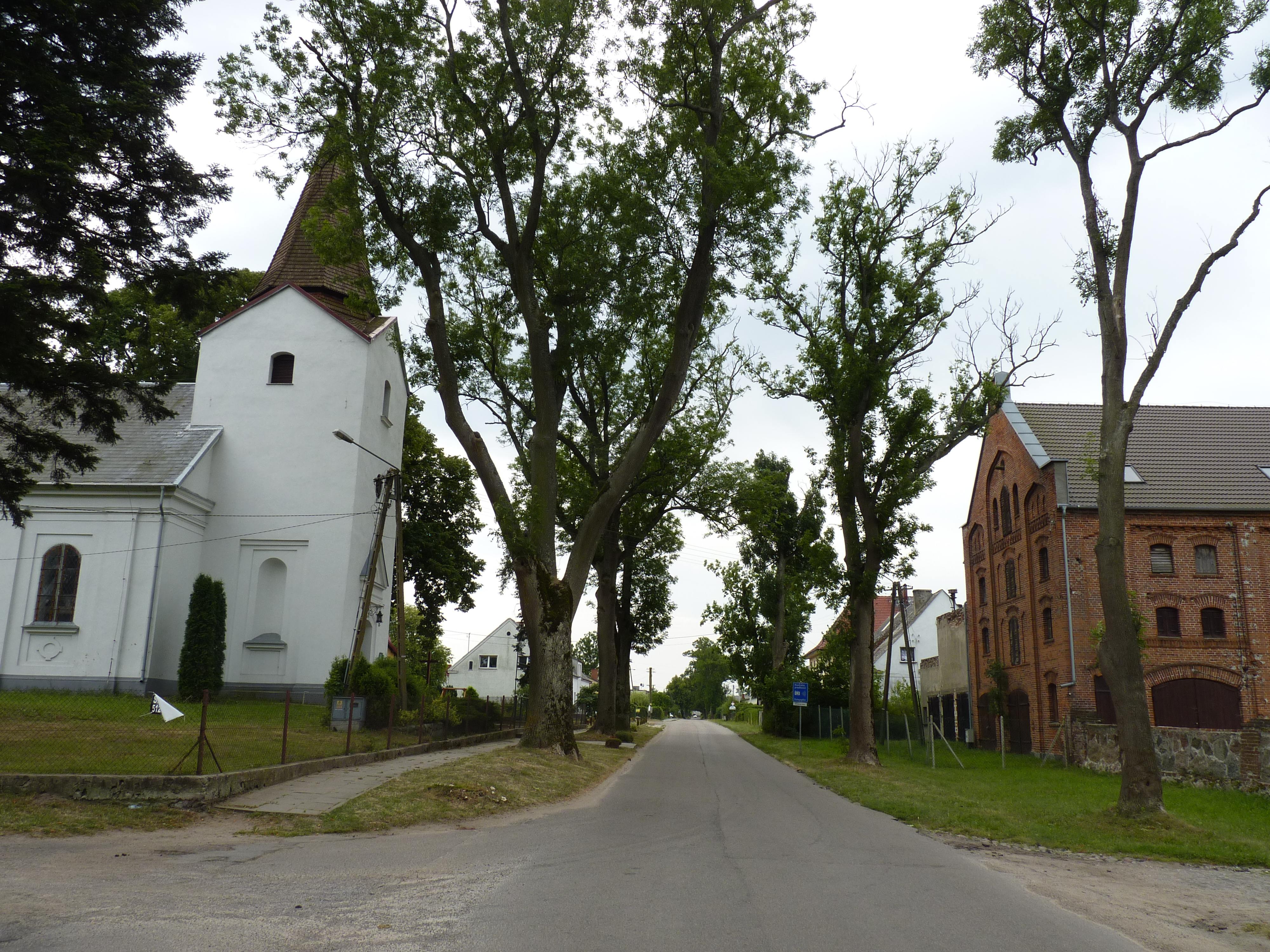
Dorfstraße (2014)
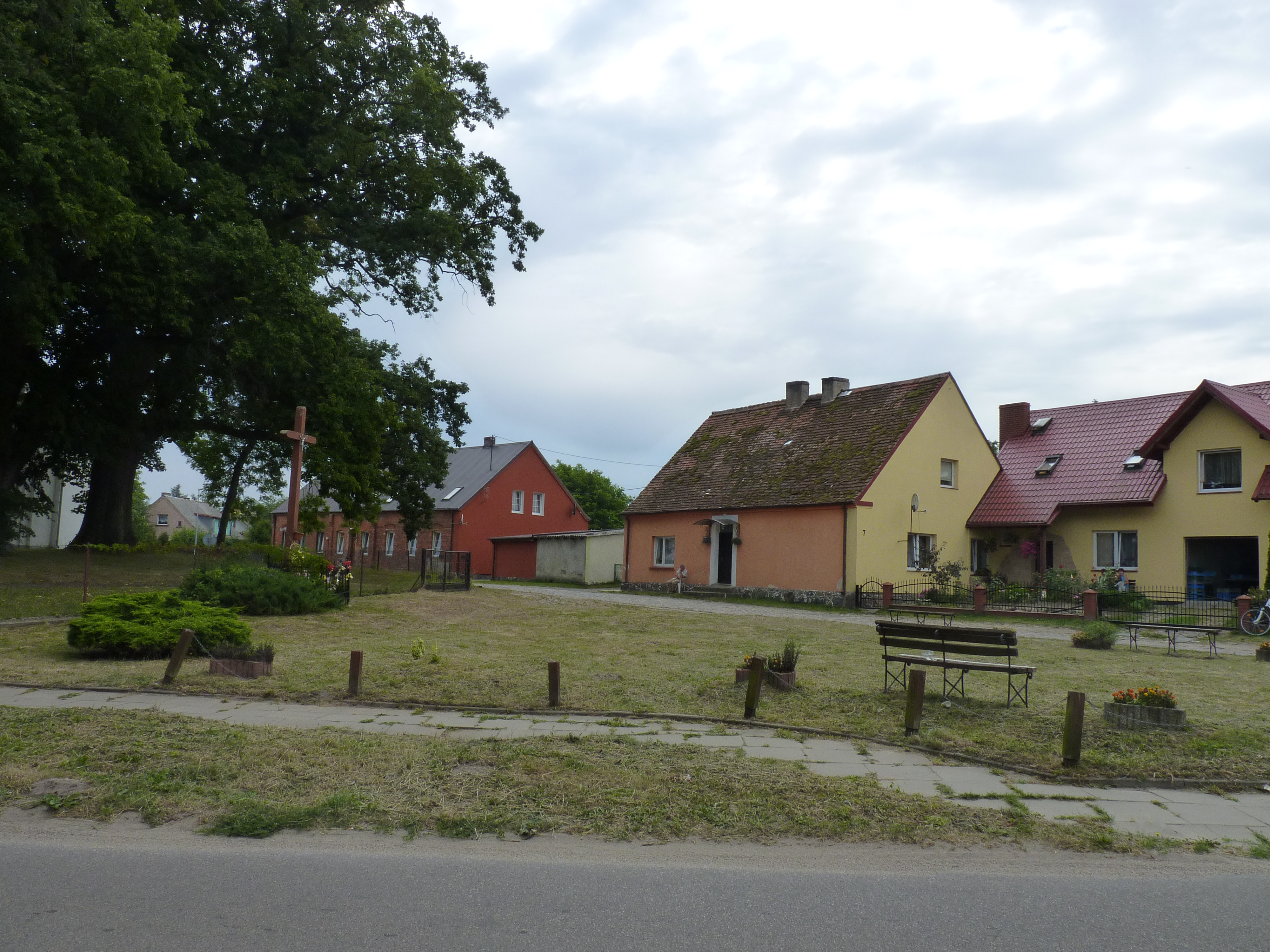
Wohnhäuser (2014)
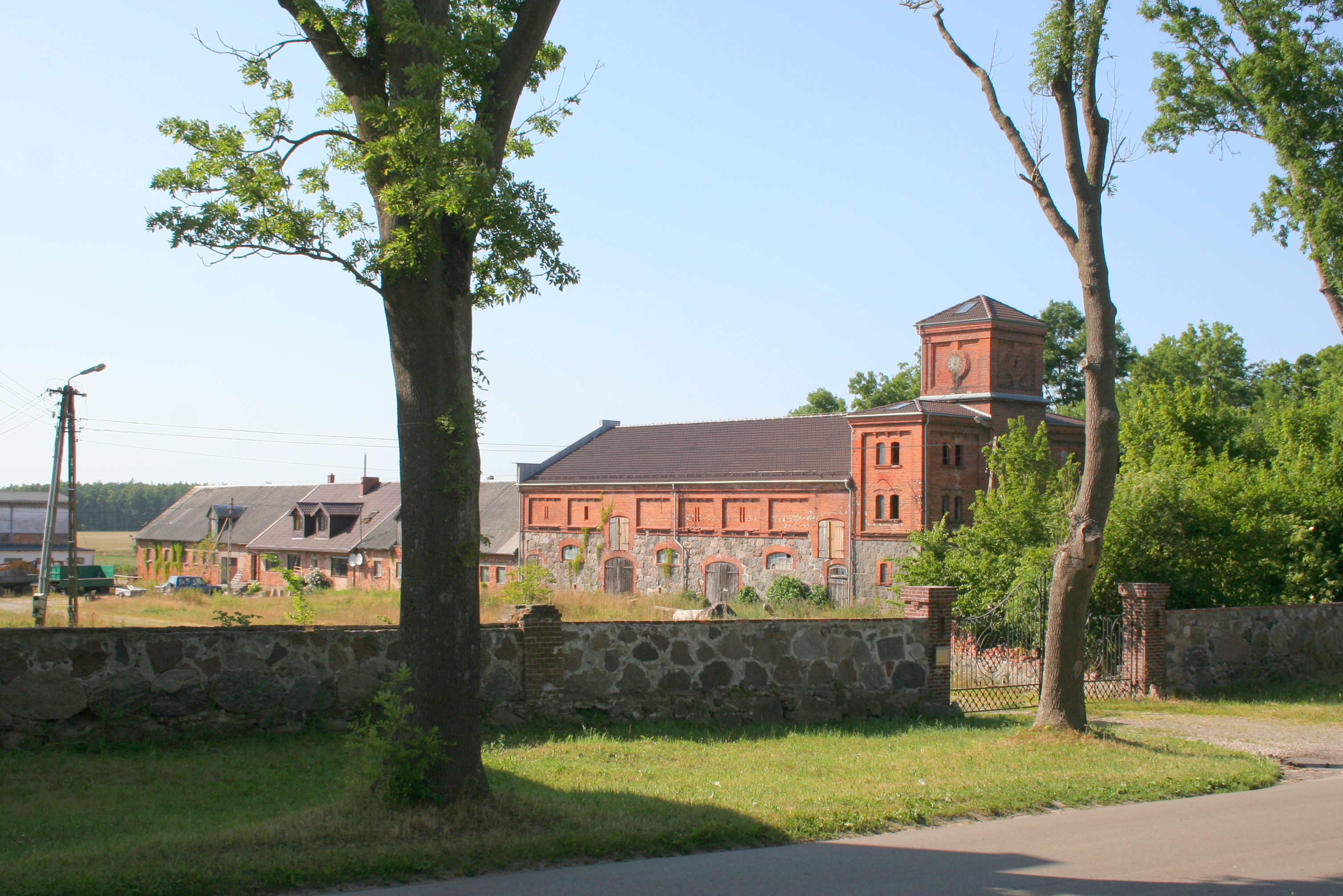
Ehemaliges Fabrikgelände (2010)

Vor 1945 gehörte Ossecken zur Dorfgemeinde Kerschkow im Landkreis Lauenburg i. Pom., Regierungsbezirk Köslin, der preußischen Provinz Pommern im Deutschen Reich. Zu der Dorfgemeinde gehörten nach acht weitere Dörfer.
Im Zweiten Weltkrieg eroberte die Rote Armee Ossecken Anfang März 1945. Später wurde der Ort von der Sowjetunion der Volksrepublik Polen zur Verwaltung überlassen. Aus dem in Osieki Lęborskie umbenannten Ort wurden die Einwohner von der polnischen Administration vertrieben.
Die Ortschaft ist heute ein Teil des Dorfs Kierzkowo (Kerschkow) in der Gmina Choczewo im Powiat Wejherowski (Powiat Neustadt in Westpreußen) der Woiwodschaft Pommern (1975–1998 der Woiwodschaft Danzig).

### Demographie
| Jahr | Einwohner | Anmerkungen                                                |
| ---- | --------- | ---------------------------------------------------------- |
| 1818 | 240       | Kirchdorf, adlige Besitzung                                |
| 1852 | 367       | Dorf                                                       |
| 1867 | 397       | am 3. Dezember                                             |
| 1871 | 369       | am 1. Dezember, davon 365 Evangelische und vier Katholiken |
| 1910 | 332       | [ 12 ]                                                     |
| 1925 | 340       | am 16. Juni                                                |

Am 31. Dezember 2009 hatte der Ort 267 Einwohner.

## Kirche

### Dorfkirche

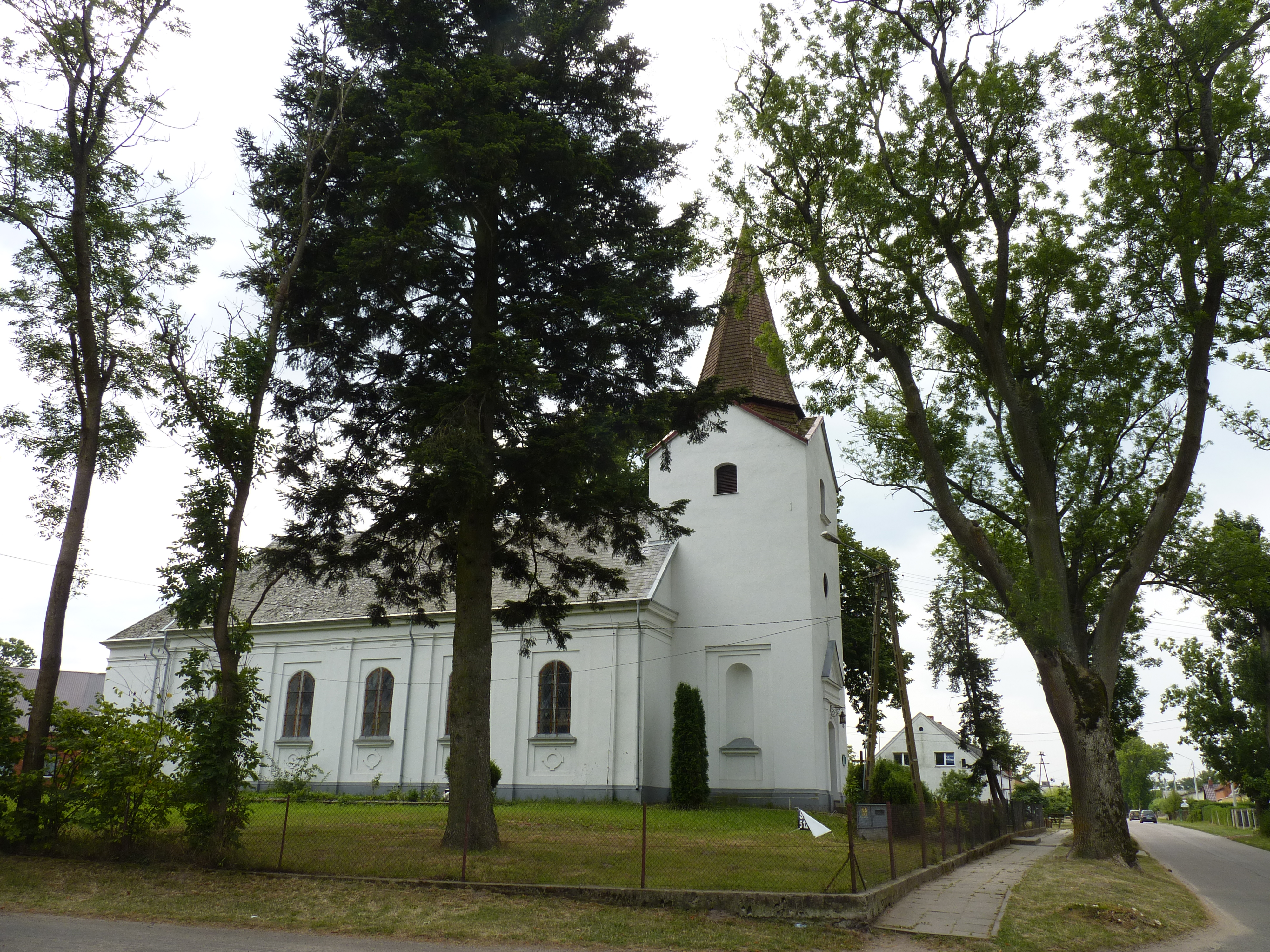
Dorfkirche, bis 1945 Gotteshaus der evangelischen Pfarrgemeinde Ossecken

Bereits vor dem 14. Jahrhundert hatte es in Ossecken eine Kirche gegeben. Diese nicht sehr komfortable Kirche wurde bei dem Dorfbrand vom 8. Dezember 1726 zerstört; nur der Unterbau des Kirchturms blieb erhalten. Die heutige Kirche stammt aus dem Jahr 1740 und steht seit 1988 unter Denkmalschutz, zusammen mit dem anliegenden Friedhof aus der zweiten Hälfte des 19. Jahrhunderts. Das Kirchenschiff hat die Abmessungen L = 35 Meter, B = 11,5 Meter, H = 7,5 Meter. Bei einem Dorfbrand 1811 wurde das Pfarrhaus mitsamt dem Pfarrarchiv vernichtet.
Das evangelische Gotteshaus wurde nach dem Zweiten Weltkrieg von der polnischen Administration zugunsten der Römisch-katholischen Kirche in Polen zwangsenteignet und vom polnischen katholischen Klerus ‚neu geweiht‘.

### Kirchspiel bis 1945
Seit den ersten Zeiten der Reformation befand sich in Ossecken ein evangelisches Pfarramt mit einem Kirchspiel, in das eine Reihe umliegender Ortschaften eingepfarrt war. Vor 1945 gehörten zum Kirchspiel Ossecken die Gemeinden Gotendorf (früher Chottchow), Jatzkow, Kerschkow, Koppalin, Lüblow, Lübtow, Prüssau, Schlochow, Wierschutzin, Wittenberg und Hohenwaldheim (früher Zelasen). Der Bestand an Kirchenbüchern reichte bis 1804 zurück.
Das katholische Kirchspiel war in Wierschutzin.

### Polnisches Kirchspiel seit 1945
Die seit 1945 und Vertreibung der einheimischen Dorfbewohner anwesende polnische Einwohnerschaft ist größtenteils katholisch.
Hier lebende evangelische Polen sind dem Pfarramt in Stolp in der Diözese Pommern-Großpolen der Evangelisch-Augsburgischen Kirche in Polen zugeordnet, das eine gottesdienstliche Außenstation in Lauenburg i. Pom. unterhält.

## Verkehr
Etwa zwei Kilometer südöstlich des Dorfs verläuft die Wojewodschaftsstraße 213 Słupsk – Krokowa (Stolp – Krockow), die über das östliche Hinterpommern nach Westpreußen führt.

## Persönlichkeiten: Söhne und Töchter des Ortes
- Hans von Bülow (1816–1897), preußischer General der Artillerie
- Richard Kuhlo (1850–1923), deutscher Unternehmer